# Hotel Tuller
El Hotel Tuller fue un hotel de lujo situado frente al Grand Circus Park en el Downtown de Detroit,  Míchigan. Fue uno de los más grandes de esa ciudad y el primero de los hoteles de lujo que se erigió en el Distrito Histórico de Grand Circus Park. Era conocido como la "gran dama del Grand Circus Park". Fue demolido en 1991 y el sitio ahora es la ubicación de un estacionamiento junto al United Artists Theatre Building.

## Historia
El Hotel Tuller fue construido originalmente en 1906 por Lew Whiting Tuller. Tenía entonces nueve pisos, pero se agregaron cinco adicionales en 1910 Un anexo de catorce pisos fue agregado al sureste en 1914, y era un sitio popular para convenciones y banquetes. Una última adición al oeste se hizo en 1923, elevando el número de habitaciones a 800, cada una con baño privado. El Arabian Room era el salón de baile más grande de Detroit, con una capacidad para 600 personas.
La banda del compositor Gerald Marks, la Orquesta del Hotel Tuller de Gerald Marks, tenía su sede en el hotel. Esta hizo varias grabaciones de éxito comercial para Columbia Records a mediados de la década de 1920.
A principios de la década de 1920, el Tuller tuvo dificultades para competir con hoteles más recientes, como el Statler y el Book-Cadillac. En 1927, quebró; un plan de 1928 para demoler la estructura y reemplazarla con un hotel Biltmore de 35 pisos y 1500 habitaciones fue abandonado debido a la Gran Depresión En 1940, el exboxeador Kid McCoy fue encontrado muerto en su habitación del hotel.

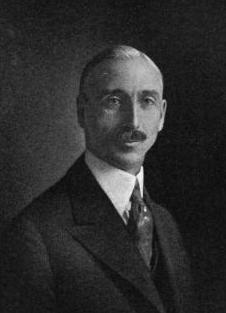
Lew W. Tuller

Fue comprado por nuevos propietarios en 1944 y experimentó un cambio de imagen completo; el vestíbulo fue renovado por el estudio de arquitectura de C. Howard Crane. En 1959, un incendio mató a tres personas, que quedaron atrapadas en un ascensor cuando se produjo un incendio en el vestíbulo.
El hotel cayó en mal estado y fue cerrado en 1976 después de haber sido una propiedad de baja calidad para estancias prolongadas. La ciudad de Detroit consideró este edificio más allá de toda reparación, lo demolió en 1991, y el sitio ha permanecido como un estacionamiento desde entonces.

## Lew W. Tuller
Lew Whiting Tuller nació en Jonesville, Míchigan en 1869. Su padre era arquitecto y constructor, y cuando terminó sus estudios, Lew se unió a su padre en el negocio. Se mudó a Detroit en 1894 y construyó varios edificios de apartamentos y otros edificios en la ciudad. Tuller construyó el hotel que lleva su nombre en 1906 y, al no poder arrendar el edificio, comenzó a administrarlo él mismo como hotel. Su incursión en la gestión hotelera fue un éxito y construyó otros tres hoteles en Detroit: The Eddystone, Park Avenue y Royal Palm.
La creciente competencia entre los hoteles de Detroit, combinada con la inestabilidad financiera de finales de la década de 1920 y con una serie de negocios inmobiliarios infructuosos operados por Tuller, le hizo perder su imperio: los hoteles Eddystone y Royal Palm fueron embargados en 1928, y Lew Tuller llegó al extremo de ocultarse, en un intento desesperado por evitar que el Hotel Tuller entrara en suspensión de pagos.
Lew Tuller murió en Pontiac, Míchiganen 1957, a la edad de 88 años.

## Galería

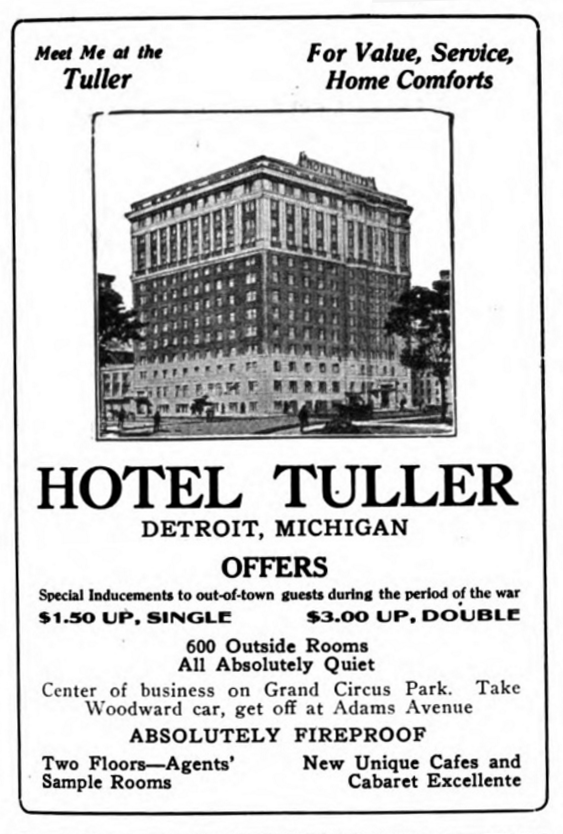
Anuncio del Hotel Tuller, 1918
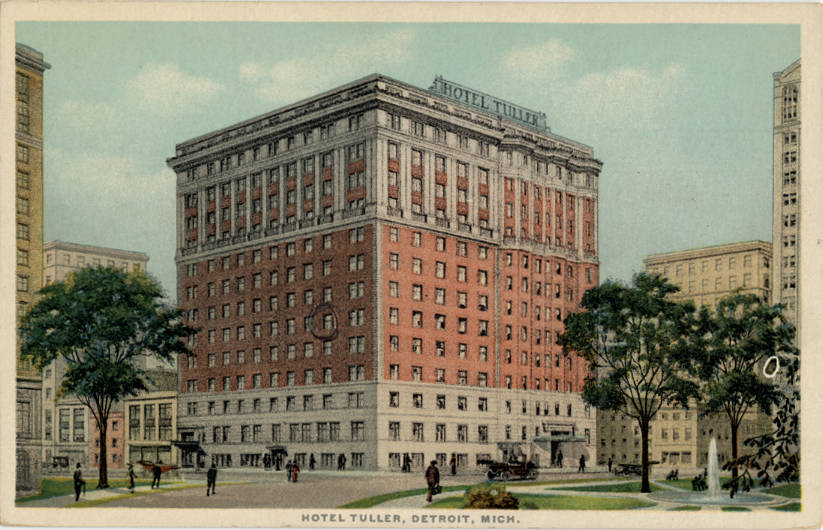
El Hotel Tuller en una postal, alrededor de la década de 1910
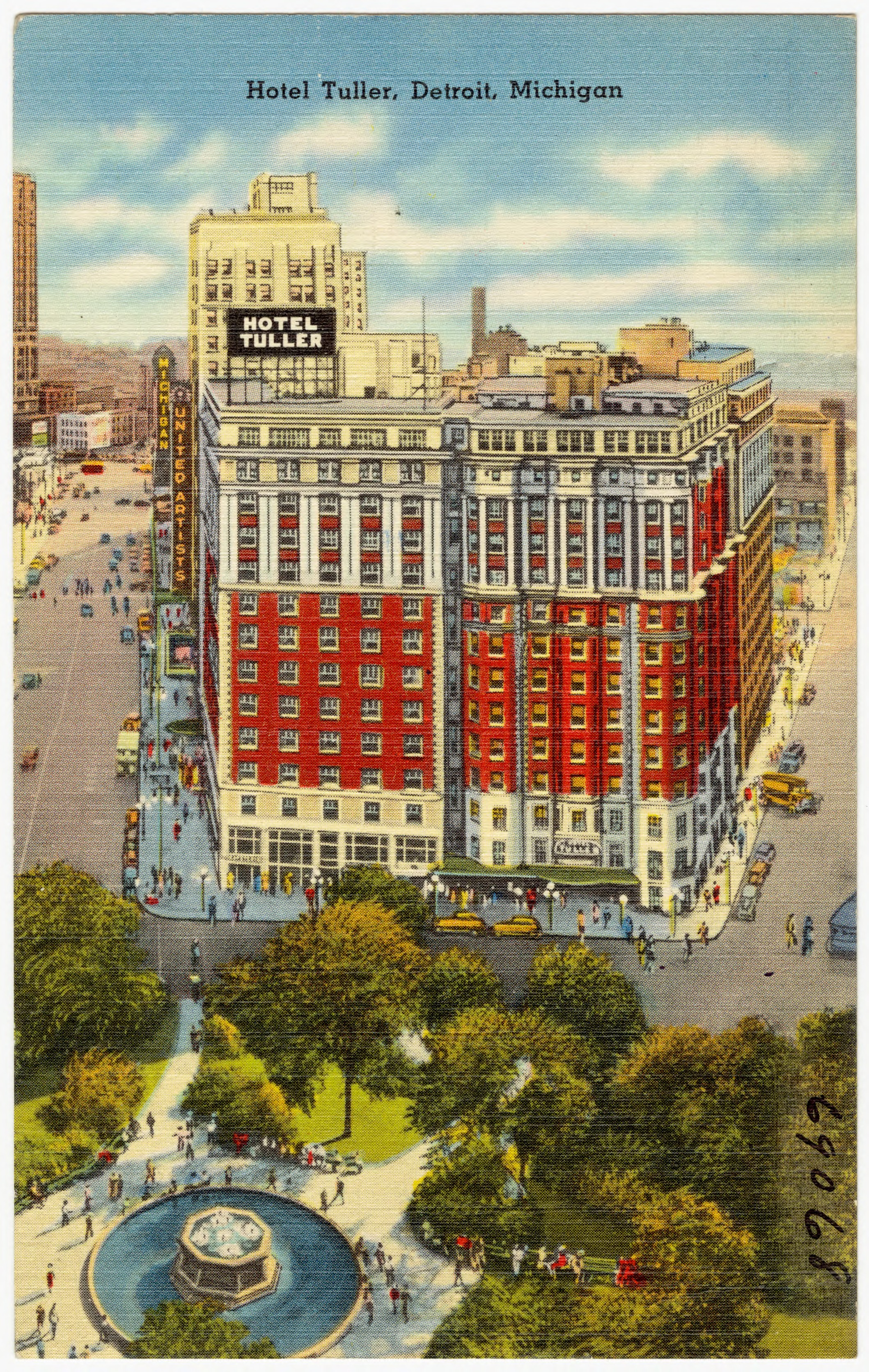
El Hotel Tuller en una postal antigua
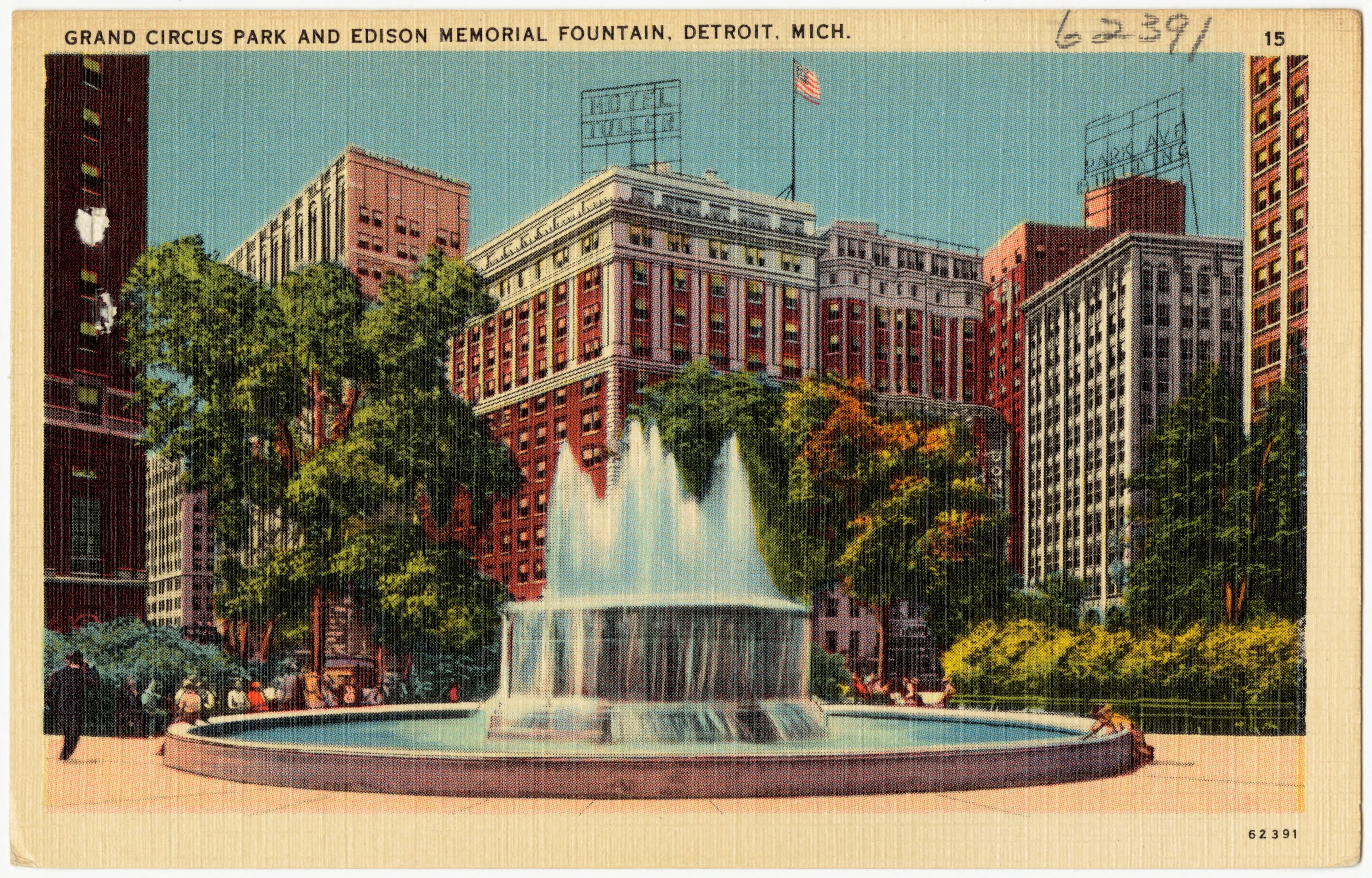
Tarjeta postal que muestra la fuente conmemorativa de Thomas Edison. El Hotel Tuller es visible en el fondo